# Aoroidea
Aoroidea (лат.) — надсемейство ракообразных из отряда бокоплавов. 

## Описание
Голова прямоугольная, переднебоковой край углублен, латеральная цефалическая доля слабо расширена, глаз, если имеется, расположен проксимальнее доли; передневентральный край слабо углублен, умеренно выемчатый. Пальпы мандибул 3-членистые или отсутствует, членик 3, если присутствует, асимметричный, дистально округлый, с волосками, идущими вдоль большей части постеродистального края, или приблизительно параллельносторонняя, только с дистальными волосками; задний задний край с волосками разной длины, или с гребнем коротких волосков и несколько длинных, тонких волосков Гнатопод 1 увеличен у самцов и самок, или только у самцов; кокса 1 увеличена, крупнее коксы 2. Мерус гнатопода 2 не увеличен. Переоподы 5—7 без дополнительных шипов на переднем крае. Переопод 7 длиннее или значительно длиннее переопода 6. Уросомиты не сросшиеся. Уроподы 1 и 2 без плотного набора жёстких волосков. Тельсон без крючков и зубцов.

## Классификация
Включает два семейства.
- инфраотряд Corophiida
  - парвотряд Corophiidira
    - надсемейство Aoroidea Stebbing, 1899
      - семейство Aoridae Stebbing, 1899
      - семейство Unciolidae Myers & Lowry, 2003